# Gambischer Hip-Hop
Gambischer Hip-Hop ist eine Musikrichtung, die in den 1970er Jahren durch Afroamerikaner in New York entwickelt wurde. In Senegal, Gambias Nachbarland, baute sich eine große Hip-Hop-Szene auf, die einen starken Einfluss auf den gambischen Hip-Hop hatte.
1999 hatte das lokale Fernsehen Gambia Radio & Television Services den ersten Gambischen Rap Award verliehen. Die erste Gewinnercrew des Best Act Awards hieß Da Fugitivz, welche in Wolof gerapt hatte. Durch den Gewinn wurde die Band in anderen Ländern bekannt und trat unter anderem später auf der Popkomm auf.

## Rappers, DJs, Crews
Der Award wird moderiert von den gambischen Rap-Promotern Daddy Elie und Lamin Manger
- Black Nature
- Chow "Inspector" Panache: Ragga-Musiker, der seine Karriere begann, nachdem er durch die Karibik und Schweden gereist war
- Gestu-Gi: spielte bei der Faateleku-Tour 1999
- Good Omen: ein finnisch-gambisches Duo, populär in Skandinavien
- Pencha B Crew
- Hamaleh G Crew
- Dancehall masters
- Born Africans